# Communauté de communes du Sud Pays Basque
Die Communauté de communes du Sud Pays Basque (baskisch Euskal herriko hegoa) ist ein ehemaliger französischer Gemeindeverband (Communauté de communes) im Département Pyrénées-Atlantiques und der Region Aquitanien. Er wurde am 21. Dezember 2005 gegründet und war der südwestlichste Gemeindeverband Frankreichs. Zum 21. Dezember 2012 bildeten seine Mitgliedsgemeinden die Communauté d’agglomération Sud Pays Basque als Nachfolgeorganisation.

## Mitglieder
| Code INSEE | Gemeinde              | Maire                    | Einwohner    | Fläche    | Delegierte |
| ---------- | --------------------- | ------------------------ | ------------ | --------- | ---------- |
| 64009      | Ahetze                | Jean d’Elbée             | 1 473 Einw.  | 1 056 ha  |            |
| 64014      | Ainhoa                | Henri Daguerre           | 658 Einw.    | 1 619 ha  |            |
| 64035      | Arbonne               | Marie-Jo Mialocq         | 1 855 Einw.  | 1 059 ha  |            |
| 64065      | Ascain                | Jean-Louis Laduche       | 3 669 Einw.  | 1 927 ha  |            |
| 64130      | Biriatou              | Michel Hiriart           | 969 Einw.    | 1 104 ha  |            |
| 64189      | Ciboure               | Guy Poulou               | 6 396 Einw.  | 744 ha    |            |
| 64249      | Guéthary              | Albert Larrousset        | 1 327 Einw.  | 140 ha    |            |
| 64260      | Hendaye               | Jean-Baptiste Sallaberry | 13 969 Einw. | 795 ha    |            |
| 64483      | Saint-Jean-de-Luz     | Pierre Duhart            | 13 728 Einw. | 1 905 ha  |            |
| 64495      | Saint-Pée-sur-Nivelle | Christine Bessonart      | 5 251 Einw.  | 6 508 ha  |            |
| 64504      | Sare                  | Jean-Baptiste Laborde    | 2 286 Einw.  | 5 134 ha  |            |
| 64545      | Urrugne               | Odile de Coral           | 7 759 Einw.  | 5 057 ha  |            |
|            |                       |                          | 59 340 Einw. | 27 048 ha |            |

## Quelle
- Le SPLAF - (Website zur Bevölkerung und Verwaltungsgrenzen in Frankreich (frz.))